# Christian Cappis
Christian Jaeger Cappis (født 13. august 1999) er en Amerikansk professionel fodboldspiller som spiller for FC Dallas.

## Klub karriere

### FC Dallas
Cappis startede med at spille fodbold i akademiklubben Texans SC. I 2017 vandt hans klub prisen "2016–17 US Developmental Academy U17/18 Championship", hvor Cappis blev udnævnt til "Central Conference Player of the Year" (årets spiller).
Som et resultat af hans præstation i turneringen blev han og Chris Richards, som også var en del af holdet, kontaktet af FC Dallas's akademi, og i samme år underskrev de med klubben.
Efter flere gode præstationer på Dallas Academy viste klubben interesse for at give ham en professionel kontrakt.
Det blev dog forhindret af MLS på grund af Homegrown Player Rule, en regel der forhindrer akademispillere i at skrive under med klubber langt fra deres hjemby. Da Cappis er fra Greater Houston, havde Houston Dynamo en forkøbsret ift. at skrive under med spilleren.

### Hobro IK
I stedet for at skrive under med noget som helst hold i MLS, tog Cappis imidlertid til prøvetræninger hos flere klubber i Europa.
Den 6. november 2018 skrev Cappis under på sin første professionelle kontrakt med Hobro IK. Samme dag debuterede han for holdet i en kamp mod OB i DBU Pokalen 2018-19.
Her startede han for Hobro og lagde op til 1-1 målet scoret af Sebastian Grønning, men blev udskiftet i det 56. minut, da Edgar Babayan kom ind i stedet for. Hobro tabte 4–2.
Den 10. februar 2019 fik Cappis sin debut i Superligaen, da han erstattede Martin Mikkelsen i det 88. minut mod AC Horsens. Cappis scorede sit første mål for Hobro den 8. marts 2020 mod Esbjerg i en kamp der endte 1-1.
I slutningen af sæsonen 2019–20 rykkede Hobro ned i den danske 1. division. I december 2020 glemte Hobro at forny Cappis' arbejdstilladelse og det førte til, at Cappis' pas blev konfiskeret og han var tæt på udvisning fra Danmark.
Den 23. maj 2021 spillede Cappis sin sidste kamp for Hobro IK mod Vendsyssel på hjemmebane.

### Brøndby
Den 7. februar 2021 blev det offentliggjort, at Cappis skifter til Brøndby den 1. juli 2021 når sæsonen er ovre. Han fik en 4-årig kontrakt og blev købt for cirka to millioner kroner (ifølge Transfermarkt).
Den 18. juli 2021 fik Cappis sin Superliga-debut for Brøndby, da han blev skiftet ind efter en times spil i stedet for Rezan Corlu, da Brøndby og AGF spillede 1-1 i sæsonens første kamp. Han scorede sit første mål for klubben, da han kom ind fra bænken og sikrede et point til Brøndby i en 2-2 kamp mod Vejle. Han har siden da spillet 43 ligakampe og scoret 6 mål.
Han spillede sin karrieres første europæiske kamp i Europa League i en 0-0 kamp Sparta Prag på Brøndby Stadion, da han blev skiftet ind i det 69. minut i stedet for Anis Ben Slimane.

## Landsholdskarriere
Cappis blev udtaget til USA i januar 2020 forud for en venskabskampe mod Costa Rica, men måtte se kampen fra bænken. Han blev også udtaget i marts 2021 forud for de to venskabskampe mod Jamaica og Nordirland, dog uden at komme på banen.
Begge kampe blev spillet i Europa.

## Karriere statistikker

### Klub
| Klub           | Sæson               | Liga           | Liga  | Liga | Pokal | Pokal | Europæisk | Europæisk | Andet | Andet | Total | Total |
| Klub           | Sæson               | Division       | Kampe | Mål  | Kampe | Mål   | Kampe     | Mål       | Kampe | Mål   | Kampe | Mål   |
| -------------- | ------------------- | -------------- | ----- | ---- | ----- | ----- | --------- | --------- | ----- | ----- | ----- | ----- |
| Hobro IK       | Superligaen 2018-19 | Superliga      | 7     | 0    | 1     | 0     | –         | –         | 4     | 0     | 8     | 0     |
| Hobro IK       | Superligaen 2019-20 | Superliga      | 30    | 1    | 1     | 0     | –         | –         | 2     | 0     | 31    | 1     |
| Hobro IK       | 2020–21             | 1. Division    | 25    | 0    | 0     | 0     | –         | –         | 0     | 0     | 25    | 0     |
| Brøndby        | Superligaen 2021-22 | Superliga      | 27    | 4    | 4     | 2     | 6         | 0         | 0     | 0     | 37    | 6     |
| Brøndby        | Superligaen 2022-23 | Superliga      | 16    | 2    | 1     | 0     | 4         | 0         | 0     | 0     | 21    | 2     |
| Karriere total | Karriere total      | Karriere total | 105   | 7    | 7     | 2     | 10        | 0         | 6     | 0     | 59    | 1     |